# Sami (Distrikt)
Sami (Schreibvariante: Sami Kuntaur) ist einer von 35 Distrikten – der zweithöchsten Ebene der Verwaltungsgliederung – im westafrikanischen Staat Gambia. Es ist einer von zehn Distrikten in der Central River Region.
Nach einer Berechnung von 2013 leben dort etwa 21.229 Einwohner, das Ergebnis der letzten veröffentlichten Volkszählung von 2003 betrug 19.157.

## Ortschaften
Die zehn größten Orte sind:
- Sami, 3040
- Karantaba, 1907
- Jarumeh Koto, 1405
- Kunting, 1310
- Ranerry, 898
- Madina, 832
- Dobo, 787
- Sami Surua Kunda, 617
- Banni, 571
- Changai, 540

## Bevölkerung
Nach einer Erhebung von 1993 (damalige Volkszählung) stellt die größte Bevölkerungsgruppe die der Mandinka mit einem Anteil von rund sechs Zehnteln, gefolgt von den Fula und den Wolof. Die Verteilung im Detail: 55 % Mandinka, 29,9 % Fula, 12 % Wolof, 0,3 % Jola, 0,4 % Serahule, 0 % Serer, 0 % Aku, 0 % Manjago, 0,5 % Bambara und 2,0 % andere Ethnien.

## Seyfo
Seyfo oder Chief des Distrikts war bis zu seinem Tode am 4. Januar 2013 Kassum Leigh, er löste am 22. April 2008 Seyfo Morro Jawla ab.